# Блок мотора
Блок мотора је конструкција која садржи цилиндре и остале делове мотора са унутрашњим сагоревањем. На почетку развоја аутомобилског мотора, блок мотора састојао се само од цилиндарског блока, причвршћеног на кућиште радилице. Модерни блокови мотора обично имају кућиште радилице интегрисано у цилиндрични блок. Блокови мотора често укључују и елементе као што су пролази за расхладну течност и доводи уља. Први производни мотори од 1880-их до 1920-их обично су користили засебне компоненте за сваки од ових елемената, које су биле заједно причвршћене за време монтаже мотора. Међутим, савремени мотори често комбинују многе од тих елемената у једну компоненту како би смањили трошкове производње.
Еволуција од засебних компоненти до блока мотора који интегрише неколико елемената (моноблок) била је постепен напредак у историји мотора са унутрашњим сагоревањем. Интегрисање елемената ослањало се на развој ливарских и машинских техника. Практичан, јефтини, V8 мотор није био изводљив све док Форд није развио технике коришћене за израду равног V8 мотора. Те технике су затим примењивали и други произвођачи.